# Penthetria beijingensis
Penthetria beijingensis är en tvåvingeart som beskrevs av Yang och Guang Yu Luo 1988. Penthetria beijingensis ingår i släktet Penthetria och familjen hårmyggor. Inga underarter finns listade i Catalogue of Life.